# Måltid
För albumet med Samla Mammas Manna, se Måltid (musikalbum).
Måltid kallas specifika tillfällen på dygnet då människor i ett samhälle äter. Tidpunkten för måltiderna varierar över plats och tid, liksom vad måltiderna kallas, även inom olika regioner. 

## Sverige
I källor från vikingatid och medeltid anges dagvard och nattvard som namnet för huvudmåltiderna. Begreppen förändrades och dagvard senarelades på dygnet och kom att kallas middagsmåltid under senmedeltiden. Under 1400-talet infördes frukost som begrepp i svenskan för dagens första huvudmåltid (under förmiddagstid eller mitt på dagen) samtidigt som dagvard och nattvard betraktades som lättare måltider på morgon respektive kväll. Kvällens lättare nattvard kom så småningom att kallas kvällsvard eller aftonmål. Idag kan samma slags lättare kvällsmåltid kallas kvällsmål. Under 1500- och 1600-talet tillkom aftonvard som en större måltid på kvällningen och middag användes för det huvumål som avåts mitt på dagen (runt klockan 12).
Under 1700-talet var borgerlighetens och hovets inflytande på normbildningen stor och det blev modernt att förskjuta dygnets verksamhet. Måltidernas förläggning påverkades och kvällsmåltiden kunde serveras efter midnatt, ibland under namnet supé.
Under 1900-talet infördes begreppet lunch för den måltid som kallats frukost mitt på dagen och det mönster vi har idag med frukost-lunch-middag etablerades.
Kaffets ökade popularitet gav namn åt mellanmål som förmiddagskaffe och eftermiddagskaffe.
Sociala och regionala skillnader kan exemplifieras med att det alltjämt förekommer att lunchbegreppet utesluts i begreppen och måltiderna kallas frukost-middag-kvällsmat. 
Speciella lokala särdrag finns i gamla namngivningar som ottevard, ottemat och avser måltider som intas extremt tidigt, nästintill nattetid.
En måltid som äts framåt småtimmarna eller natten kallas vickning.
Bland nyare måltidsbegrepp förekommer brunch (frunch), som är ett modernt ord för förstärkt frukost; båda avser en sammanslagen frukost/lunch.